# 1. SV Gera
1. SV Gera is een Duitse sportclub uit Gera, Thüringen. De club ging failliet in 2003 en startte opnieuw. De club is actief in onder andere atletiek, gewichtheffen, gymnastiek, voetbal, volleybal en  zwemmen.

## Geschiedenis
De club werd in 1922 opgericht na een fusie tussen Allgemeinen Turngemeinde Gera en 1. VfR Gera, de nieuwe club heette SpVgg Gera 04. Deze club fusioneerde in 1936 met SC Concorcia Gera-Reuß en werd SV Gera 04. In 1939 speelde de club voor de eerste keer in de hoogste klasse, de Gauliga Mitte, de club degradeerde in 1943. 

### DDR-Oberliga
Na de Tweede Wereldoorlog werd de club ontbonden zoals de meeste Duitse clubs. De club werd in 1945 heropgericht als SG Gera-Pforten en veranderde in 1949 zijn naam in BSG Gera-Süd. In oktober 1950 voegde RFT Gera zich bij de club en zo ontstond BSG Mechanik Gera die in mei 1951 zijn naam veranderde in SG Motor Gera en in maart 1953 in BSG Wismut Gera.
Gera-Süd eindigde 11de in het allereerste seizoen van de DDR-Oberliga, in de FDGB-Pokal (Oost-Duitse beker) deed de club het beter en speelde de finale tegen Waggonbau Dessau. In 1953 degradeerde de club naar de 2de klasse. De club kon nog 2 keer voor één seizoen terugkeren (1966 en 1977).

### Na Duitse hereniging
Na de Duitse hereniging in 1990 veranderde de club zijn naam in FSV Wismut Gera. De club werd ingedeeld in de Oberliga Nordost-Süd voor het eerste seizoen en werd verrassend 2de. Op 1 juli 1993 veranderde de club voor de laatste maal van naam en werd 1. SV Gera. Na 5 jaar Oberliga degradeerde de club in 1996 naar de Landesliga Thüringen. In 1999/00 promoveerde de club weer naar de Oberliga maar slechts voor één seizoen omdat het aantal Oberliga's gereduceerd werd. 
In 2003 ging de club bankroet en werd doorverwezen naar de Bezirksliga (7de klasse). In 2007 fuseerde de voetbalafdeling met FC Blau Weiss Gera en Geraer Dynamos tot FV Gera Süd. De voetbalafdeling werd echter weer heropgericht. In 2009 werd de naam van Gera Süd gewijzigd in BSG Wismut Gera. In juni 2013 werd het Stadion am Steg getroffen door een overstroming.